# دودسلاند (ساسكاتشوان)
دودسلاند (بالإنجليزية: Dodsland, Saskatchewan)‏ هي قرية تقع في كندا في ساسكاتشوان. يقدر عدد سكانها بـ 207 نسمة ومساحتها 2.93 كم2 .